# Clara María González de Amezúa
Clara María González de Amezúa Noriega (Madrid, 26 de diciembre de 1929-Madrid, 16 de agosto de 2024) fue una empresaria, escritora y gastrónoma española. En 2015 la Real Academia de Gastronomía le concedió el Premio Nacional de Gastronomía.

## Biografía
Nació el 26 de diciembre de 1929 en Madrid en el seno de una familia acomodada. Su padre, Agustín González de Amezúa, era un intelectual con una intensa actividad cultural y social que llegó a presidir la Real Academia de la Historia. Su hermano Ramón González de Amezúa fue organista y director de la Real Academia de Bellas Artes de San Fernando. Clara María estuvo casada con Lino Llamas y madre de ocho hijos, fue una mujer luchadora, vocacional, y gran pionera. Una mujer que ha contribuido a posicionar la gastronomía española y ha ayudado a muchísimos cocineros.
Asidua a romper moldes, González lanzó un alegato a las mujeres para que sigan reivindicando la igualdad: «La sociedad nos tiene que escuchar más porque tenemos un sentido común que el hombre no tiene». Es una mujer con un espíritu luchador y un infinito amor por la gastronomía que ama la tradición por encima de los robots de cocina y que se pone una gota de vino detrás de cada oreja cuando se rompe una copa “porque eso es alegría”.
Desde muy joven tuvo claro que quería dedicarse profesionalmente a la gastronomía y aprendió a cocinar leyendo autores como Escoffier, y observando, durante dos años, la cocina de Horcher, donde pasaba los días sentada. Posteriormente se formó en las escuelas Le Cordon Bleu París y L’École de Cuisine La Varenne (habla perfectamente francés e inglés) y en 1970, en un viaje a Estados Unidos, descubrió un local en Nueva York donde se podían comprar unos utensilios de cocina muy seleccionados, lo que fue el detonante para tomar la decisión de abrir un establecimiento similar en Madrid. Se inspiró en dos locales, las tiendas de Elisabeth David, a quien conocía de Williams Sonoma, en San Francisco, y el local de Nueva York, donde una señora impartía cursos de cocina y panadería, y utilizó la herencia de su padre para poner en marcha Alambique junto a tres socias: Helena Lind, sueca; Giuliana Calvo Sotelo, italiana, y la editora valenciana Amparo Soler.

## El nacimiento de la escuela
Lanzada en 1975, Alambique se convierte en la tienda de utensilios de cocina pionera en el mercado español y, a pesar del poco éxito que se le auguraba, 40 años después se mantiene en la misma ubicación original y ha llegado a tener 22 franquicias repartidas por España. Posteriormente, Clara María González de Amezúa se quedó en exclusiva con Alambique comprando su parte a sus socias iniciales.
Una vez lanzada la tienda, el siguiente paso fue poner en marcha una escuela de cocina donde las primeras profesoras fueron sus socias impartiendo clases sobre paella, cocina italiana y cocina nórdica. Profunda conocedora de la cocina francesa, Clara María González de Amezúa buscó ayudar a la formación de los cocineros españoles trayendo a su escuela a grandes cocineros franceses que se desplazaban a Madrid cuando cerraban sus restaurantes en el período invernal. Por la escuela de cocina han pasado nombres como Laurent Tarridec (en 1983 y 1984), Alain Ducasse (en 1984 y 1985), Alain Gigant (de 1985 a 1991) y Claude Maison D´Arblay (desde 1993 hasta 1997). Esto supuso el gran despegue de Alambique como escuela de cocina. «La gente fue consciente de que eran clases de verdad, algo importante». A nivel nacional han sido profesores de la escuela grandes cocineros como Jesús Almagro, Segundo Alonso, Dario Barrio, Iván Cerdeño, Fernando Cerro, Alberto Chicote, Joaquín de Felipe, Clemencio Fuentes, Salvador Gallego, Abraham García, Ángel León, Andrés Madrigal, María Marte, Fran Martínez, Adolfo Muñoz, Benjamín Urdiain, Fernando Sáenz, Isabel Maestre, Pepe Rodríguez Rey, Paco Ron, Ricardo Sanz o Samantha Vallejo-Nágera. Defensora de la cocina española, ha asesorado y apoyado a cocineros jóvenes como José Andrés, Toño Pérez, Carlos Posadas, Juanjo López Bedmar o Manuel Domínguez.

## Embajadora de la cocina española
A lo largo de su carrera ha destacado en la difusión de la cocina y de los productos españoles cooperando con el Ministerio de Agricultura, el ICEX y el Consejo Oleícola Internacional, donde estuvo 18 años defendiendo las virtudes del aceite de oliva virgen extra que se producía en España y, durante varias décadas ha organizado y ha elegido a los chefs españoles que representaban la cocina española por diferentes países, editando los menús que se preparaban.

## Obras publicadas
- 1980. The Regional Cooking of Spain. Ed. Castalia. ISBN: 978-84-7039-353-2
- 1964. Yo, tú, el, ella cocina. Ed. Castalia. ISBN: 978-84-7039-212-2
- 1987. Mis primeros pasos en la cocina. Ed. Temas de Hoy. ISBN: 978-84-17432-92-8
- 1990. La cocina mediterránea y el aceite de oliva. ACK Servicios de Comunicación. ISBN: 978-84-87687-00-6
- 1988. From Spain with Olive Oil. Ed. Asolva. ISBN: 978-84-404-3332-9

## Premios y reconocimientos
- Premio Nacional de Gastronomía toda una vida 2015[10]
- Premio ACYRE a toda una vida 2017[11]
- I Broche a Toda una Vida Círculo de Orellana[12]
- Premio de Gastronomía de la Comunidad de Madrid toda una vida 2018[13]